# 가톨릭 교회의 성적 학대 사건
가톨릭 교회의 성적 학대 사건(영어: Catholic Church sexual abuse cases)은 21세기에서 들어서 로마 가톨릭교회를 뒤흔든 일부 성직자에 의한 아동 성적 학대 사건이다. 2010년 3월 28일에는 런던에서 해당 문제에 대한 로마 가톨릭 교회의 책임을 물어 교황 베네딕토 16세의 퇴위를 요구하는 항의 시위를 하는 사태로 발전했다.

## 개요
오랜 시간에 걸쳐서 표면화되지 않았지만, 2002년에 〈보스턴 글로브〉를 중심으로 미국 언론이 대대적으로 다룬 것을 계기로 많은 보도가 이루어져 일부는 소송으로 발전했다. 이런 종류의 사건이 일어나고 있던 것은 고아원이나 학교, 신학교 등 성직자와 수도자, 시설 관계자와 아이들이 공동 생활 시설인 것이 많았다.
미국에 이어 아일랜드, 멕시코, 오스트리아 같은 나라에서도 소송이 일어나 영국, 오스트레일리아, 네덜란드, 스위스, 독일, 노르웨이에서도 이루어졌던 성적 학대가 문제가 되고 있다. 미국이나 아일랜드, 스코틀랜드에서는 교구 주교가 인책 사임하는 이례적인 사태가 되었다.
이러한 일련의 소동을 통해 미국 등에서는 한번이라도 아동 성추행이 발각된 성직자는 연임할 수 없게 되었지만, 퇴임된 신부들이 미디어의 감시를 피해 남아메리카나 개발도상국 등으로 진출하여 같은 사건을 일으켜 문제가 되고 있다.

## 미국
미국에서 처음으로 이 사건에 이목을 끈 것은 〈보스턴 글로브〉였다. 2002년 1월 신문은 보스턴 교구 교구 사제 존 게오건 신부가 30년간 사제 생활 속에서 총 130명의 아동 성추행을 했으며, 소송을 제기되었지만 가톨릭 교회는 게오건에 대해 아무런 처분을 하지 않고 다른 교회로 이동시켜 은폐해왔다고 특집을 보도했다. 게오건은 1991년 학대 사건에 대해 기소되어 1998년에 성직자 정지 처분을 받고 있었다. 게오건은 2002년에 금고 9 - 10년의 실형 판결을 받았지만, 2003년 8월 23일에 교정 센터에서 다른 수용자에게 폭행되어 사망했다.

## 같이 보기
- 스포트라이트 (2015년 영화)